# Kanton Saint-Vallier (Drôme)
Der Kanton Saint-Vallier ist seit 1790 ein französischer Wahlkreis im Valence im Département Drôme der Region Auvergne-Rhône-Alpes. Hauptort ist Saint-Vallier. Vertreter im Generalrat des Départements ist seit 2001 Alain Genthon (zunächst DVG, jetzt PS).

## Gemeinden
Der Kanton besteht aus 13 Gemeinden mit insgesamt 28.003 Einwohnern (Stand: 2022) auf einer Gesamtfläche von 170,60 km²:
| Gemeinde                 | Einwohner 1. Januar 2022 | Fläche km² | Dichte Einw./km² | Code INSEE | Postleitzahl |
| ------------------------ | ------------------------ | ---------- | ---------------- | ---------- | ------------ |
| Albon                    | 1.935                    | 25,62      | 76               | 26002      | 26140        |
| Andancette               | 1.308                    | 5,98       | 219              | 26009      | 26140        |
| Anneyron                 | 4.152                    | 36,23      | 115              | 26010      | 26140        |
| Beausemblant             | 1.453                    | 11,67      | 125              | 26041      | 26240        |
| Claveyson                | 926                      | 16,13      | 57               | 26094      | 26240        |
| Fay-le-Clos              | 180                      | 4,56       | 39               | 26133      | 26240        |
| Laveyron                 | 1.253                    | 5,32       | 236              | 26160      | 26240        |
| Ponsas                   | 527                      | 2,71       | 194              | 26247      | 26240        |
| Saint-Barthélemy-de-Vals | 1.852                    | 20,27      | 91               | 26295      | 26240        |
| Saint-Jean-de-Galaure    | 1.258                    | 13,18      | 95               | 26216      | 26240        |
| Saint-Rambert-d’Albon    | 6.947                    | 13,41      | 518              | 26325      | 26140        |
| Saint-Uze                | 2.129                    | 10,10      | 211              | 26332      | 26240        |
| Saint-Vallier            | 4.083                    | 5,42       | 753              | 26333      | 26240        |
| Kanton Saint-Vallier     | 28.003                   | 170,60     | 164              | 2612       | –            |

## Veränderungen im Gemeindebestand seit der landesweiten Neuordnung der Kantone
2022:
- Fusion La Motte-de-Galaure und Mureils → Saint-Jean-de-Galaure